# 國保塁
國保 塁（こくぼ るい、1976年11月3日 - ）は、奈良県天理市出身のサッカー指導者。

## 来歴
小学1年生時にサッカー始める。
1992年に奈良育英高等学校へ進学。3年時にはDFとして、同期の藤井健太、楢﨑正剛と共に選手権に出場し、ベスト4入りした。1995年に福岡大学へ進学したが、2度の膝の手術により競技を断念した。同大学院に進み、サッカー部コーチを務めつつ運動生理学や体力学などを修得した。
2003年、Jリーグ・FC東京に普及部コーチとして加入。働きが認められ、2004年よりトップチームのフィジカルコーチを務め、2007年にB級ライセンスを取得。2010年にはU-18Jリーグ選抜のコーチを務めた。
2012年、モンテディオ山形のフィジカルコーチに就任。2013年はV・ファーレン長崎のトップチームのフィジカルコーチを務め、2014年からはアカデミー担当となった。
2017年、清水エスパルスコンディショニングコーチに就任。
2019年5月、清水のフィジカルコーチに就任。
2023年より、松本山雅FCのフィジカルコーチに就任。

## 所属クラブ・学歴
- あさわサッカークラブ (現 天理南フットボールクラブ)[13]
- 1989年 - 1991年 奈良育英中学校[13]
- 1992年 - 1994年 奈良育英高等学校
- 1995年 - 1998年 福岡大学
- 1999年 - 2000年 福岡大学大学院
- 2001年 - 2002年 福岡大学スポーツ科学部 助手

## 指導歴
- 1998年 - 2002年 福岡大学サッカー部 コーチ[3]
- 2003年 - 2011年 FC東京
  - 2003年 普及部サッカースクール コーチ[3]
  - 2004年 - 2005年 トップチーム フィジカルコーチ
  - 2006年1月 - 同年8月 U-18 フィジカルコーチ
  - 2006年8月[14] - 2007年 トップチーム フィジカルコーチ
  - 2008年 育成部 (U-18育成担当)
  - 2009年 - 2011年 U-18 コーチ兼フィジカルコーチ
- 2012年 モンテディオ山形 フィジカルコーチ
- 2013年 - 2014年 V・ファーレン長崎
  - 2013年 トップチーム フィジカルコーチ
  - 2014年 アカデミー担当 フィジカルコーチ
- 2015年 - 2016年 浜松開誠館高校 コーチ兼フィジカルコーチ[15]
- 2017年 - 2022年 清水エスパルス
  - 2017年 - 2019年5月 コンディショニングコーチ
  - 2019年5月 - 12月 フィジカルコーチ
  - 2020年 - 2021年 コンディショニングコーチ
  - 2022年 フィジカルコーチ
- 2023年 - 松本山雅FC フィジカルコーチ